# Porcelaine de Hasami

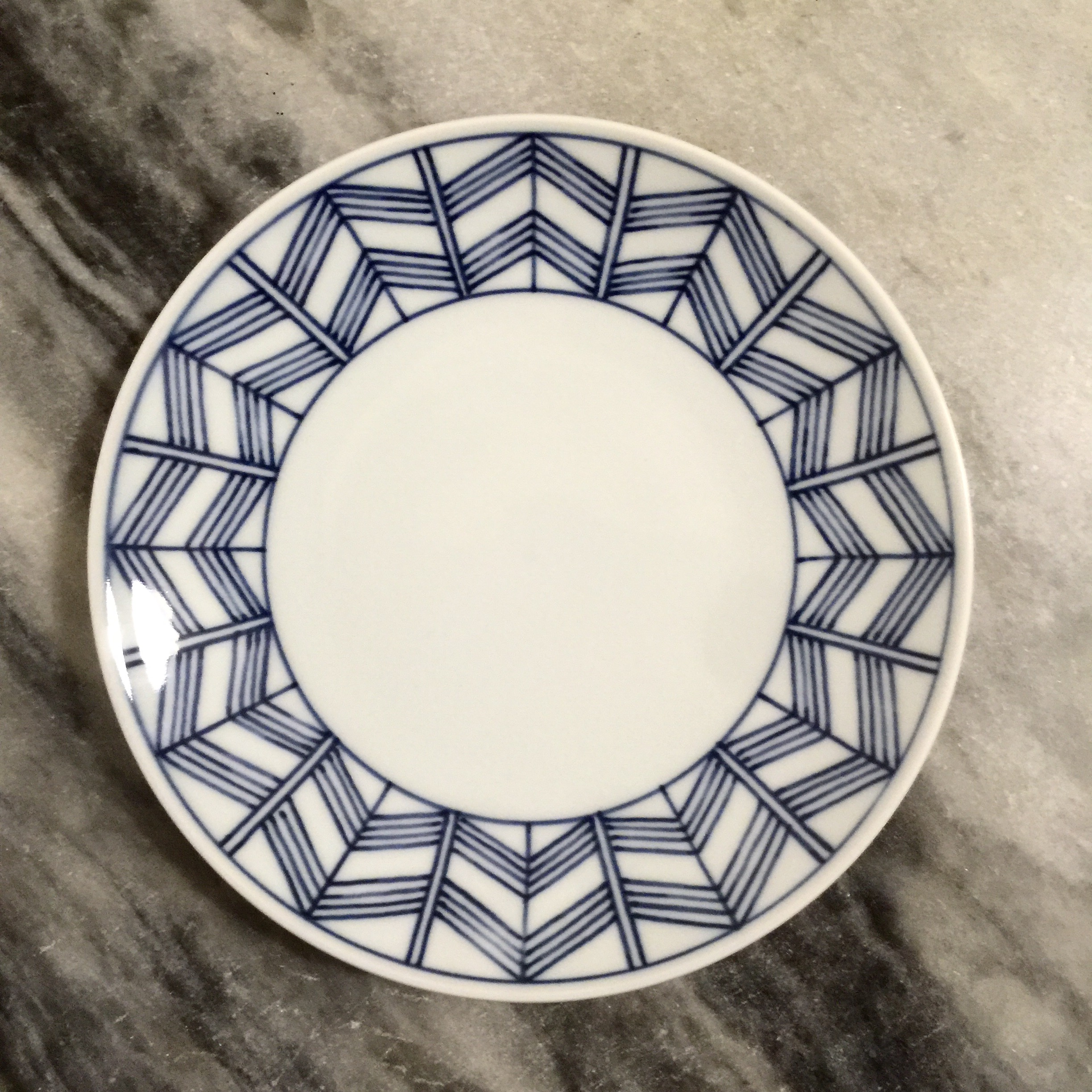
Une assiette en porcelaine de Hasami.

La porcelaine de Hasami (波佐見焼, Hasami-yaki) est un type de céramique fabriquée dans la préfecture de Nagasaki à Hasami. Produite à l'origine pour les Japonais ordinaires et non pour l'export, contrairement à d'autres porcelaines japonaises (porcelaine d'Imari, porcelaine de Satsuma), elle reste très courante au Japon.

## Histoire

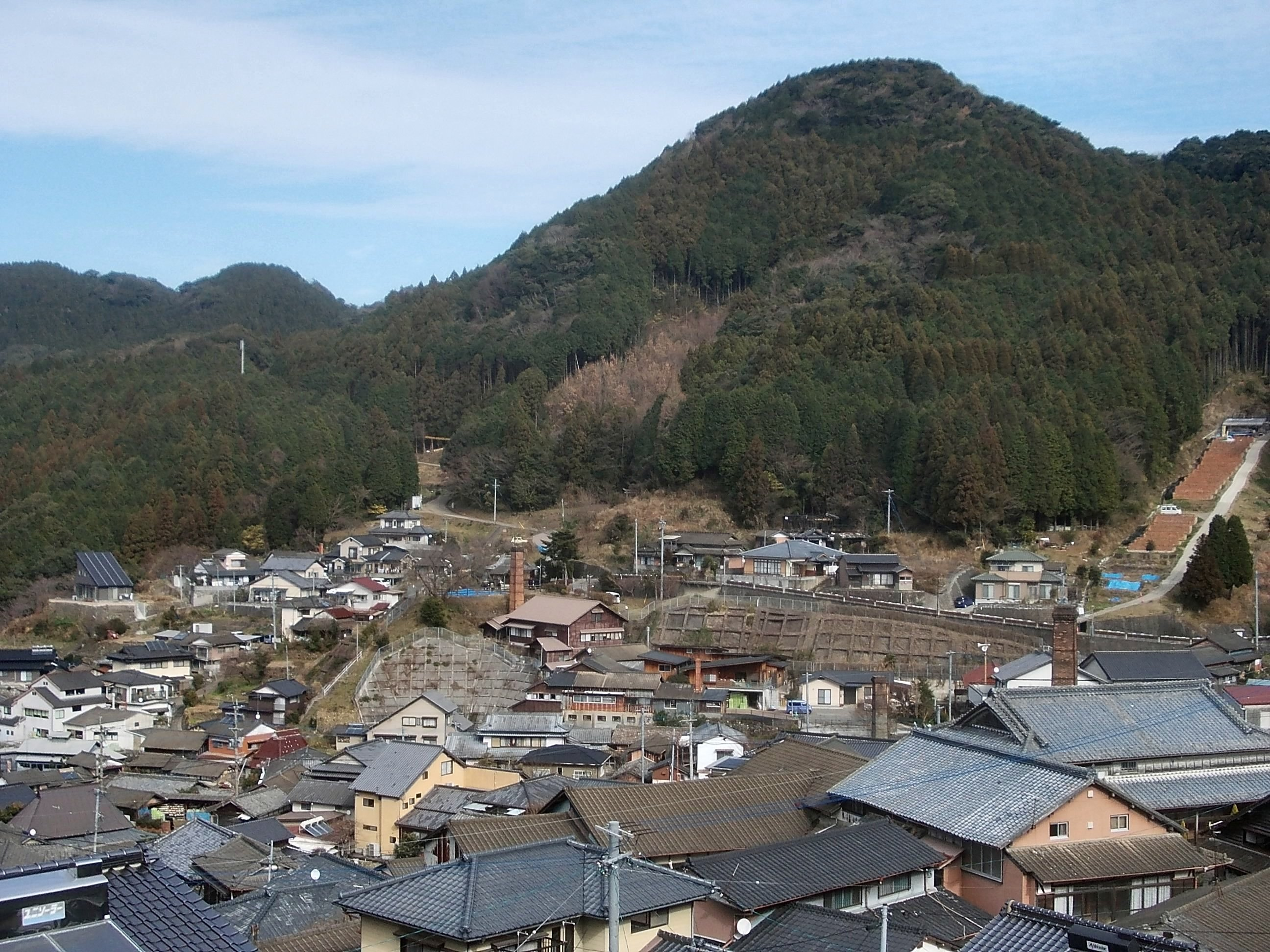
La ville de Hasami, au Japon, et sa colline des potiers.

La production de céramique commence à Hasami, sur l'île de Kyūshū, au Japon, lorsque des potiers coréens sont amenés au Japon à la fin du XVIe siècle. En effet, pendant les invasions de la Corée par Hideyoshi (1592-1598) les forces japonaises ont enlevé un certain nombre d'artisans et artisans coréens[réf. incomplète]. En 1599, quand le potier coréen Li Youqing fut ramené au Japon par un chef du clan Ōmura, Ōmura Yoshiaki.
Avant que les Coréens n'apportent l'art de la porcelaine au Japon au XVIIe siècle et que du kaolin soit découvert dans les environs, les artisans de Hasami se concentraient sur la poterie.
Progressivement, la production de porcelaine s'intensifia. À la fin de l'époque d'Edo, la manufacture d'Ōmura était le plus grand centre de production de porcelaine du Japon.
Contrairement aux porcelaines réservées à l'export, notamment la porcelaine d'Imari produite dans les environs d'Arita, la porcelaine de Hasami était originellement réservée aux Japonais ordinaires.

## Production

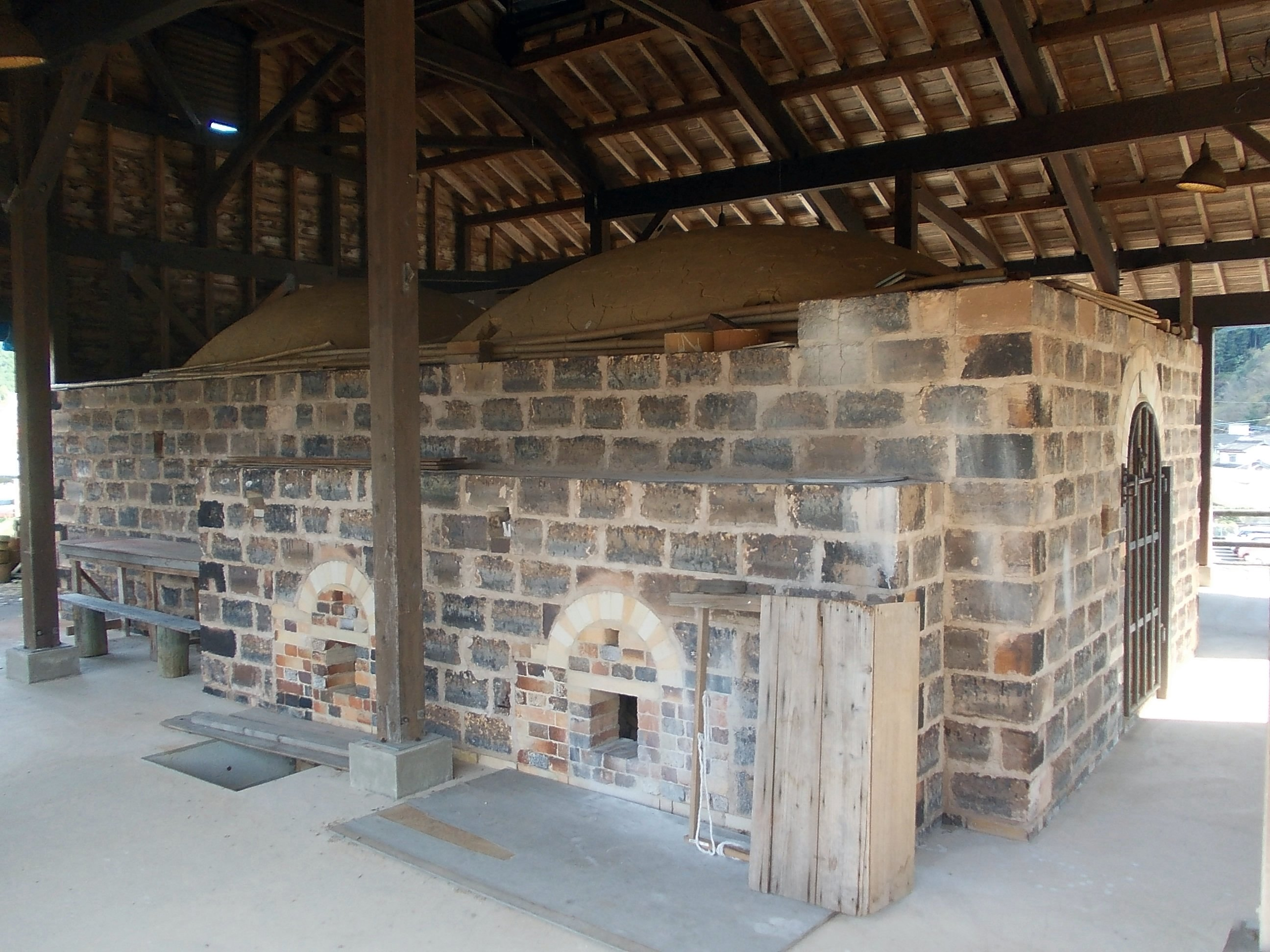
Un four de poterie à Hasami dans le Ceramics Park.

Les porcelainiers d'Hasami se sont spécialisés dans la production de masse d'objets du quotidien dans un style connu sous le nom de Hasami-yaki.
Les bols Kurawanka-wan, utilisés par les marchands pour vendre de la nourriture à emporter pendant l'époque d'Edo provenaient notamment d'Hasami. Ces plats étaient peu coûteux et en abondance et les clients jetaient littéralement les bols vides dans les rivières après avoir mangé comme l'ont démontré des fouilles archéologiques. Les porcelainiers de Hasami produisaient également des bouteilles réservées à l'export de soja ou de saké.
À l'époque moderne, le hasami-yaki, toujours synonyme au Japon de quotidien et d'esthétique, se renouvelle à travers des collaborations avec de jeunes créateurs.

## Musée et festival de la céramique

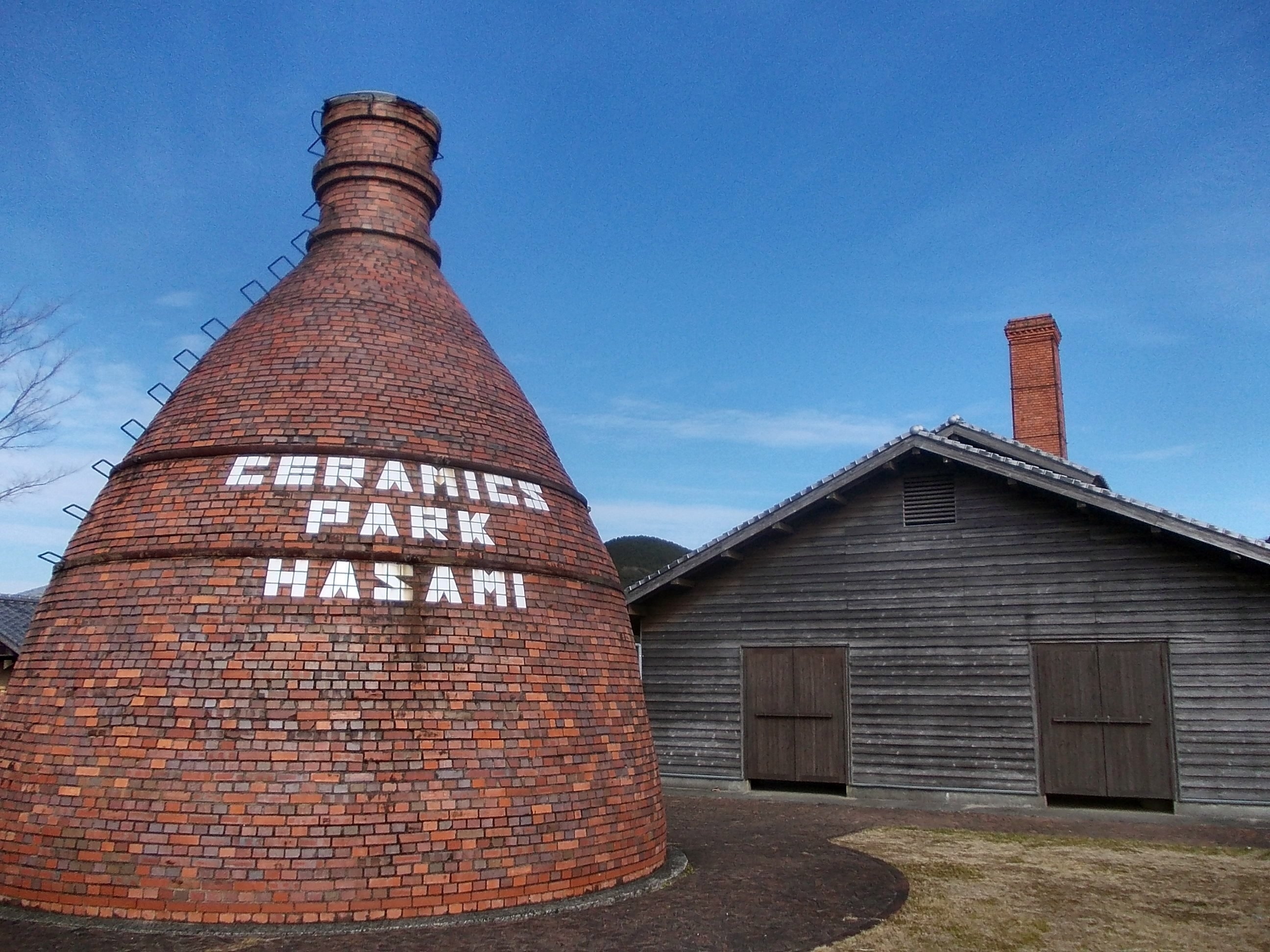
Un four traditionnel conservé au musée de la céramique de Hasami, le Ceramics Park.

Un musée, le Hasami Ceramics Park, ainsi qu'un festival annuel de la céramique, célèbrent la production de céramique à Hasami.
Le musée présente une collection de porcelaine de Hasami ainsi que des œuvres qui illustrent les grandes étapes de l'histoire mondiale et locale de la céramique.
Le musée présente également une collection de plusieurs fours traditionnels liés à la production céramique à Hasami.